# Cultura de l'Argentina
La Cultura de l'Argentina és tan variada com la geografia del país i està composta per una barreja de grups ètnics. La cultura argentina moderna ha estat molt influenciada per la immigració italiana, espanyola i d'altres europees, mentre que hi ha un grau menor d'elements d'origen i influència amerindia i africana, especialment en els camps de la música i l'art. Buenos Aires, la seva capital cultural, es caracteritza en gran manera tant per la prevalença de persones d'origen europeu com d'estils europeus en l'arquitectura. Museus, cinemes i galeries són abundants a tots els grans nuclis urbans, així com establiments tradicionals com els bars literaris, o els bars que ofereixen música en directe de gèneres variats.

L'escriptor argentí Ernesto Sábato va reflexionar sobre la naturalesa de la cultura argentina de la següent manera:
| « | Amb la realitat primitiva hispanoamericana fracturada a la Conca de la Plata a causa de la immigració, els seus habitants han arribat a ser una mica duals amb tots els perills però també amb tots els avantatges d'aquesta condició: per les nostres arrels europees vinculem profundament la nació amb els valors perdurables del Vell Món; per la nostra condició d'americans ens lliguem a la resta del continent, a través del folklore de l'interior i del castellà antic que ens uneix, sentint d'alguna manera la vocació de la Patria Grande San Martín i Bolívar un cop imaginat | » |

## Idioma
Les llengües parlades de l'Argentina són almenys 40, encara que l'espanyol és dominant. Altres llengües són natives o altres llengües d'immigrants; algunes llengües estan extintes i unes altres estan en perill, parlades per persones grans i els seus descendents ja no les parlen.
El dialecte més prevalent és el Rioplatense, també conegut com a "espanyol argentí", els parlants del qual es troben principalment en la conca del Riu de la Plata. Els argentins estan entre els pocs països de parla espanyola (com l'Uruguai, Nicaragua, El Salvador i Hondures) que utilitzen gairebé universalment el que es coneix com voseo – l'ús del pronom vós en lloc de tu.
En moltes de les àrees central i nord-oriental del país, el "rodament r" té el mateix so que la ll i y ('zh' - un so palatí, fricatiu, similar a la "s" en la pronunciació en anglès de la paraula "vision").
El quítxua del sud de Bolívia és un idioma parlat per unes 800.000 persones, en la seva majoria immigrants que han arribat en els últims anys. S'estima que hi ha 70.000 parlants a la província de Salta. L'idioma també es coneix com a quítxua central bolivià, que té sis dialectes. Es classifica com a llengua quítxua II, i és coneguda com a quítxua IIC pels lingüistes.
El guaraní també es parla, principalment a Mesopotamia, i és un idioma oficial a la província de Corrientes.

## Literatura

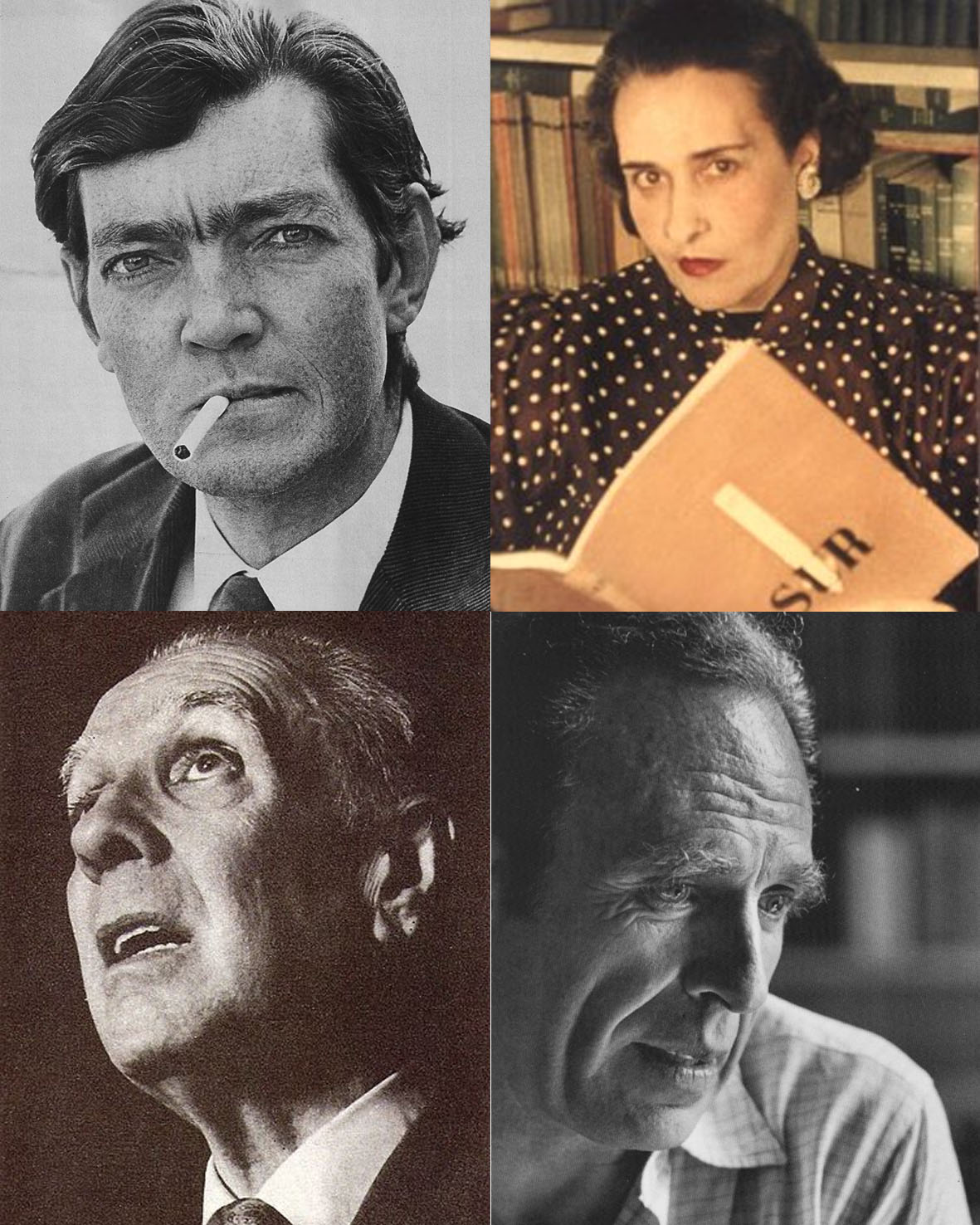
Figures literàries argentines: Julio Cortázar, Victoria Ocampo, Jorge Luis Borges i Adolfo Bioy Casares

L'Argentina té una important història literària, així com una de les indústries editorials més actives de la regió. Els escriptors argentins han ocupat un lloc destacat en la literatura llatinoamericana, des que es van convertir en una entitat la dècada de 1850, amb una constitució forta i un pla de construcció nacional definit. La lluita entre els federalistes (que van afavorir una fluixa confederació de províncies basada en el conservadorisme rural) i els unitaris (proliberalisme i defensors d'un govern central fort que encoratgés la immigració europea), va marcar el to per a la literatura argentina de l'època.
La bretxa ideològica entre el gautxo èpic Martín Fierro de José Hernández, i Facundo de Domingo Faustino Sarmiento, és un gran exemple. Hernández, un federalista, es va oposar a les tendències centralitzadores, modernitzadores i europeitzants. Sarmiento va escriure en suport de la immigració com l'única manera de salvar a l'Argentina d'estar subjecta a la regla d'un petit nombre de famílies cabdills dictatorials, argumentant que els immigrants farien a l'Argentina més moderna i oberta a les influències d'Europa Occidental, i, per tant, a una societat més pròspera.
La literatura argentina d'aquest període era feroçment nacionalista. Va ser seguida pel moviment modernista, que va sorgir a França a la fi del segle xix, i aquest període va ser seguit per l'avantguardisme, sent Ricardo Güiraldes una referència important. Jorge Luis Borges, el seu escriptor més aclamat, va trobar noves maneres de veure el món modern en el debat metafòric i filosòfic, i la seva influència s'ha estès a escriptors de tot el món. Borges és més famós per les seves obres en contes curts, com Ficciones i Aleph.
Alguns dels destacats escriptors, poetes i intel·lectuals són: Juan Bautista Alberdi, Jorge Luis Borges, Roberto Arlt, Enrique Banchs, Adolfo Bioy Casares, Silvina Bullrich, Eugenio Cambaceres, Julio Cortázar, Esteban Echeverría, Leopoldo Lugones, Eduardo Mallea...., Ezequiel Martínez Estrada, Tomás_Eloy_Martínez, Victoria Ocampo, Manuel Puig, Ernesto Sabato, Osvaldo Soriano, Alfonsina Storni, María Elena Walsh i Oliverio Girondo.

## Arts visuals

### Pintura i escultura

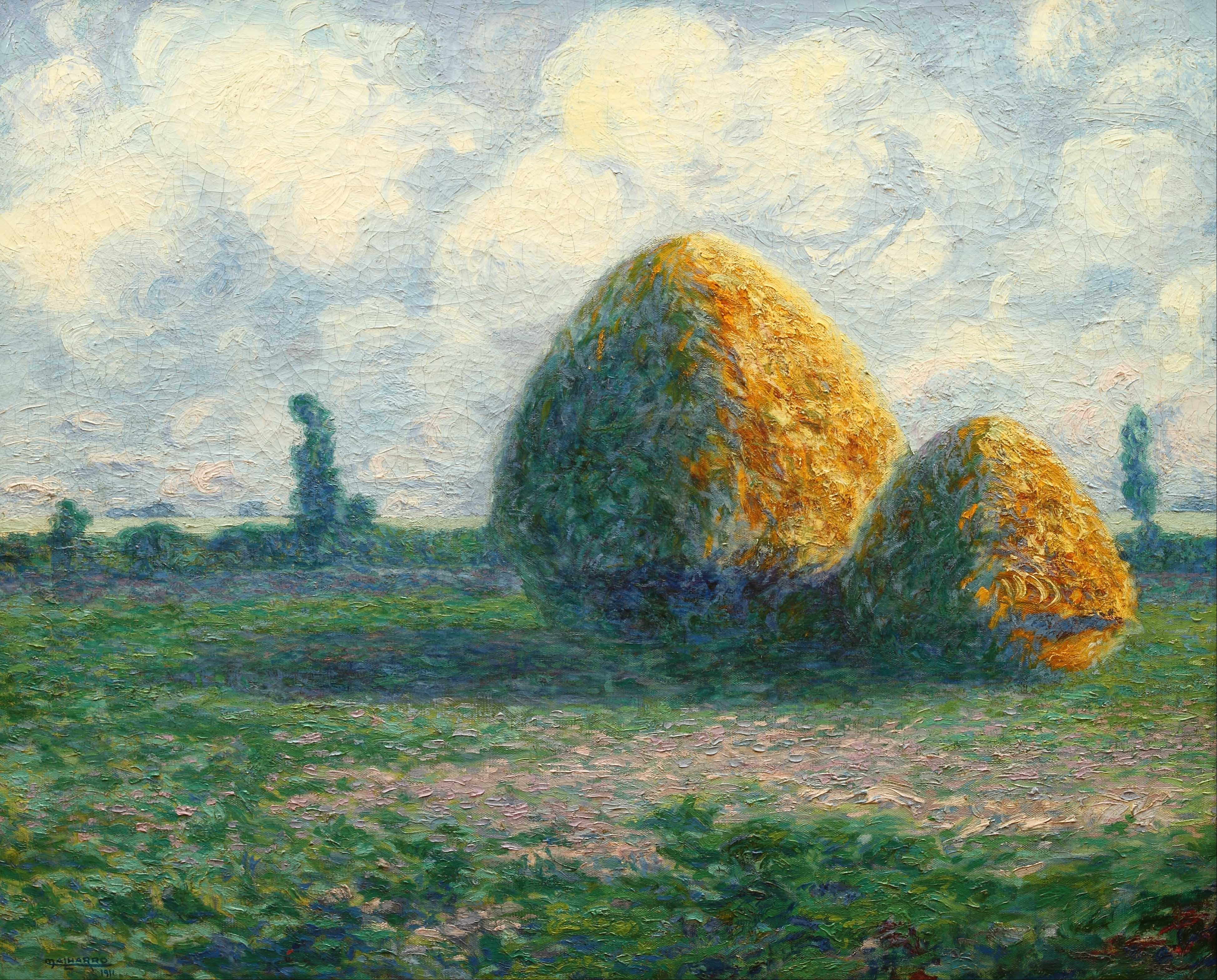
Els pallers (1911) de Martín Malharro. És considerat l'introductor de l'impressionisme a l'Argentina.

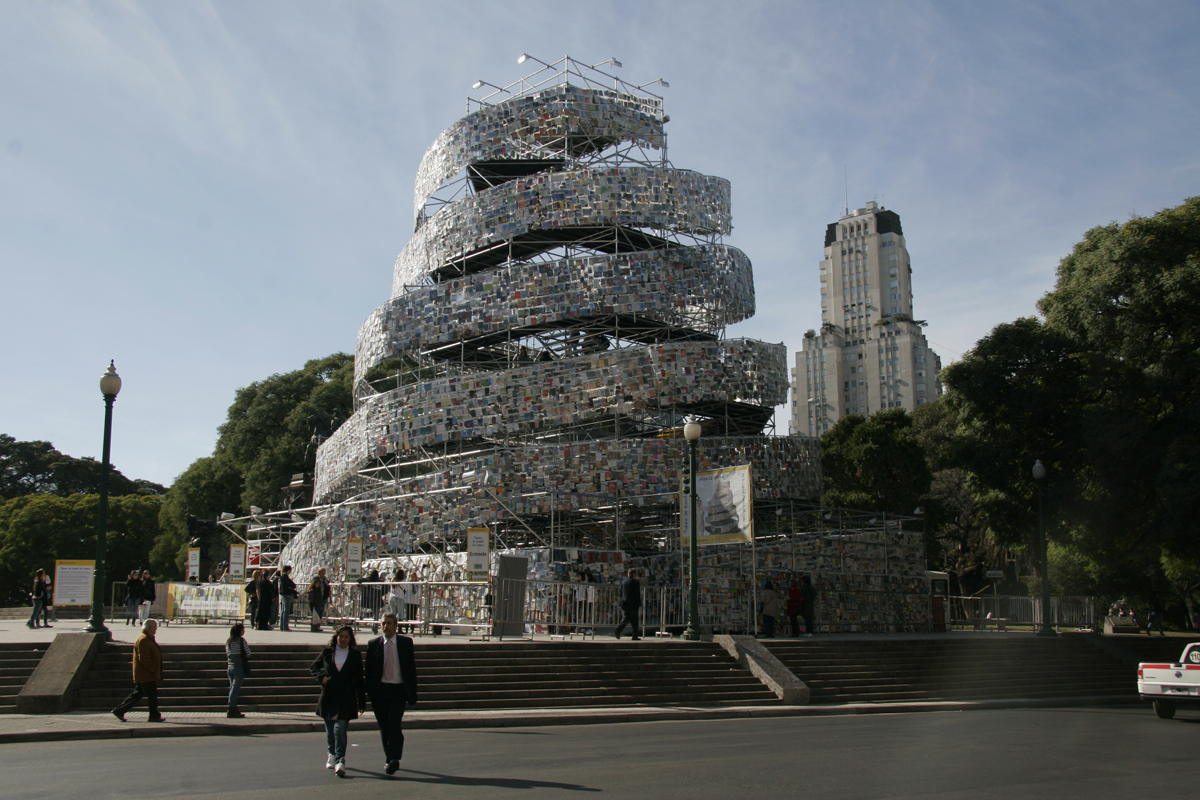
Torre de Babel de Marta Minujín (2011)

Els pintors i escultors argentins tenen una rica història, que data tant d'abans com del desenvolupament de l'Argentina moderna en la segona meitat del segle xix. La producció artística no va arribar realment fins al derrocament el 1852 del règim repressiu de Juan Manuel de Rosas. Immigrants com Eduardo Schiaffino, Eduardo Sívori, Reinaldo Giudici, Emilio Caraffa i Ernesto de la Cárcova van deixar enrere un patrimoni realista influent en aquella data.
No obstant això, l'impressionisme no es va imposar entre els artistes argentins fins al 1900, i maig va tenir el seguiment d'Europa, encara que va inspirar a influents postimpressionistes argentins com Martín Malharro, Ramón Silva, Cleto Ciocchini, Fernando Fader, Pío Collivadino, Cesáreo Bernaldo de Quirós....El realisme i l'esteticisme van seguir marcant l'agenda de la pintura i l'escultura argentines, destacable durant aquesta època per la sobtada fama de l'escultora Lola Mora, estudiant d'Auguste Rodin.
Com Lola Mora ho havia estat fins que va perdre els favors de l'alta societat local, els escultors monumentals es van tornar molt demandats després de 1900, particularment pels governs municipals i les famílies riques, que competien entre si a vantar-se del mausoleu més evocador. Malgrat la preferència pels francesos i italians, el treball dels locals Erminio Blotta, Ángel María de Rosa i Rogelio Yrurtia van aconseguir una proliferació de monuments i memorials que els va fer immortals. No tan realista com el treball d'alguns dels seus predecessors belle-époque en l'escultura, el subtil impressionisme d'Yrurtia va inspirar a estudiants argentins com Antonio Pujía, els torsos femenins que sempre sorprenen admiradors amb els seus tocs capritxosos i surrealistes, mentre que les escultures de Pablo Curatella Ragis es van inspirar en el cubisme.

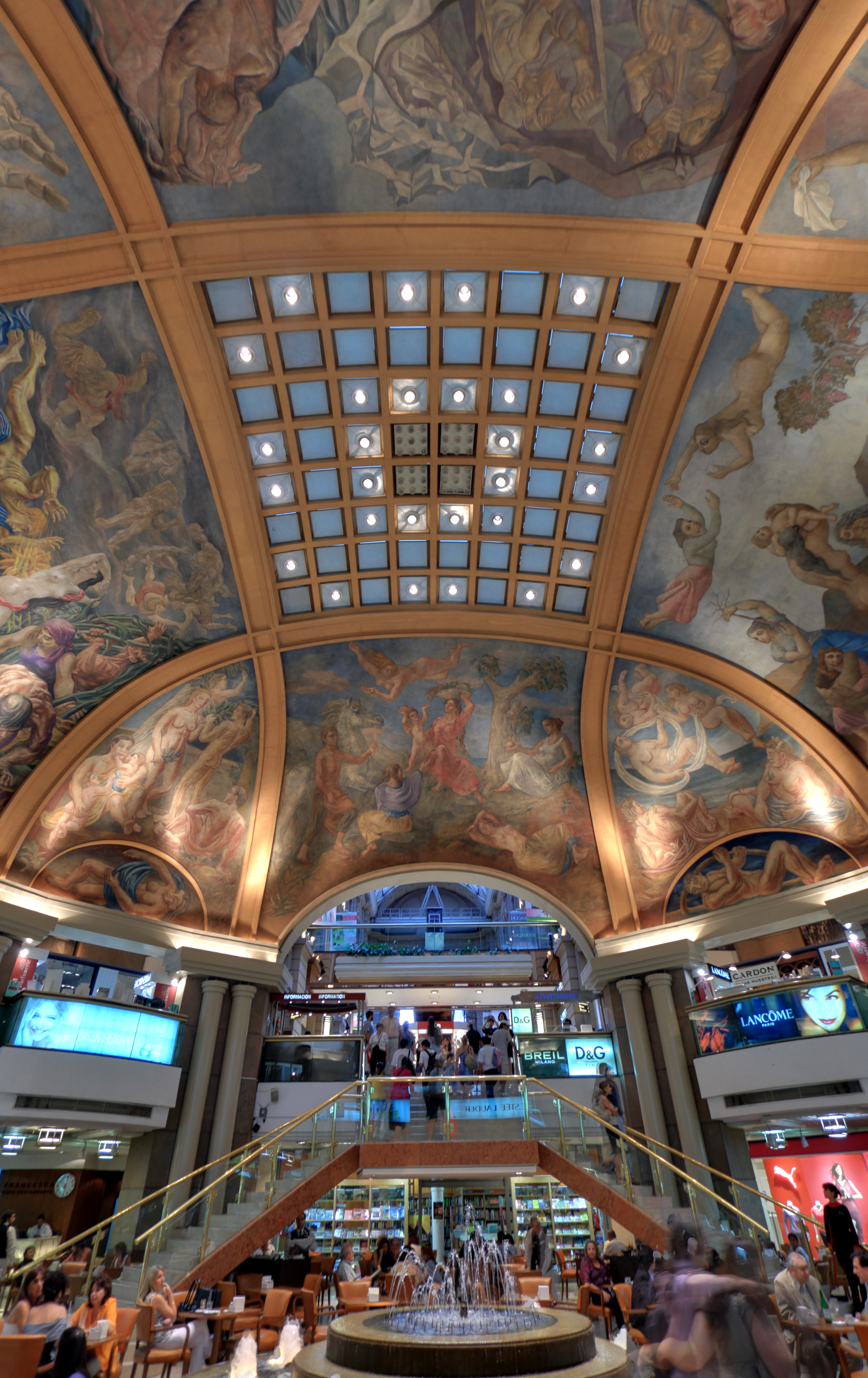
La cúpula pintada al fresc de Galeries Pacífico va ser pintada pels muralistes Berni, Castagnino, Colmeiro, Spilimbergo i Urruchúa.

Convertint-se en un cercle intel·lectual i artístic, pintors com Antonio Berni, Lino Enea Spilimbergo i Juan Carlos Castagnino van ser amics i col·legues, col·laborant en obres mestres com el sostre de l'arcada Galerias Pacifico a Buenos Aires, cap a 1933.
Com a Mèxic i en altres llocs, el muralisme es va fer cada vegada més popular entre els artistes argentins. Entre aquests es trobava Benito Quinquela Martín, les parets vagament cubistes pintades en el seu barri de Buenos Aires a La Boca durant les dècades de 1920 i 1930, s'han convertit en monuments històrics i emblemes culturals argentins, a tot el món. Les litografies, de la mateixa manera, van trobar un seguiment a l'Argentina un temps després que s'haguessin fet populars en altres llocs. A l'Argentina, artistes com Adolfo Bellocq van utilitzar aquest mitjà per a retratar condicions de treball sovint dures en el creixent sector industrial de l'Argentina, durant les dècades de 1920 i 1930. Antonio Seguí, un altre litògraf, va transferir el seu estil ingenu en nombrosos murals, igual que Ricardo Carpani, encara que amb un estil realista.
En l'avantguarda de l'Argentina culturalment conservadora, futuristes i cubistes com Xul Solar i Emilio Pettoruti van tenir un seguiment tan considerable com el de retratistes i paisatgistes menys abstractes i més sentimentals, com Raúl Soldi. Igualment, artistes abstractes tradicionals com Romulo Macció, Anselmo Piccoli, Eduardo Mac Entyre, Luis Felipe Noé i Luís Seoane van conviure amb el mateix atractiu que els creadors d'art mòbil més conceptuals com l'imprevisible Pérez Celis, Gyula Kosice de l'argentí Madí Movement, i Marta Minujín, una de les artistes conceptuals més estimades d'Andy Warhol.
El sorgiment de gèneres d'avantguarda en l'escultura argentina va comptar amb Pablo Curatella Ragis i Roberto Aizenberg, i constructors com Nicolás García Uriburu i León Ferrari, un dels artistes més destacats del món en el seu gènere, avui. En els anys seixanta i setanta, moltes d'aquestes figures de l'art abstracte es van convertir en publicitat popular i fins i tot en logotips corporatius.
Generalment amb una forta vena sentimental, no es pot passar per alt el gust del públic argentí per l'art naïf i la ceràmica senzilla. Des dels dies de Prilidiano Pueyrredón, artistes de la línia naïf com Cándido López han captat l'absurd de la guerra; Susana Aguirre, i Aniko Szabó, la idiosincràsia dels barris quotidians; Les aquarel·les de Guillermo Roux, un ambient de circ; i Gato Frías, records d'infantesa. Les il·lustracions de l'il·lustrador Florencio Molina Campos de la vida dels gautxos han perdurat com a peces de col·leccionisme.
Per ajudar a mostrar l'art i l'escultura argentí i llatinoamericà, el desenvolupador i col·leccionista d'art local Eduardo Constantini va reservar una part important de la seva col·lecció personal i el 1998 va començar la construcció de la primera gran institució de Buenos Aires especialitzada en obres d'artistes llatinoamericans. La seva fundació va obrir el Museu d'Art Llatinoamericà de Buenos Aires (MALBA) l'any 2001.

### Arts gràfiques
A la dècada de 1920, Buenos Aires estava plena de dibuixos i dissenys creatius. Els il·lustradors i dibuixants argentins estaven aconseguint un reconeixement mundial, incloent-hi artistes com José Freire Segundo, creador de la gràfica d'Aikal (1940); Jose Luis Salinas, cridat per King Features per crear una historieta de fama mundial, Cisco Kid; i Florencio Molina Campos, el brillant dibuixant de les Alpargatas, almanacs de la vida rural (1930), que va col·laborar en tres pel·lícules de Walt Disney.
El punt culminant va ser l'arribada, l'any 1927, del pintor, cartellista i escultor francès Lucien Achille Mauzan, que va formar part del moviment artístic Art Déco. Es va establir a Buenos Aires i va fundar la seva pròpia empresa (Editorial Mauzan Posters) i va crear entre 130 i 150 cartells en els sis anys que va passar a l'Argentina. Marca profundament en el cartellisme a Argentina, on la seva reputació és enorme. Una de les seves obres conegudes és el cap de Geniol, torturat de manera amistosa.
A la dècada de 1950, el reconegut periodista uruguaiano-argentí, el caricaturista Hermenegildo Sábat, va retratar personatges polítics, així com artistes i altres personalitats. Moltes de les seves "icones culturals argentines" es reprodueixen en rajola ceràmica al metro de Buenos Aires.

### Còmics
Els còmics argentins van viure la seva "Edat d'Or" entre els anys quaranta i els seixanta. Els dibuixants i els creadors de còmics han contribuït de manera destacada a la cultura nacional, com Alberto Breccia, Dante Quinterno, Oski, Francisco Solano López, Horacio Altuna, Guillermo Mordillo, Roberto Fontanarrosa, els grotescos personatges dels quals capturaven els absurds de la vida amb comentaris enginyosos, i Quino, conegut per la sopa que odiava Mafalda, i la seva tira còmica del grup d'amics de la infància, el teòric Oscar Masotta sintetitzen les seves contribucions en el desenvolupament dels seus propis models de còmics d'acció (Héctor Oesterheld, Hugo Pratt), còmics humor (Divito, Quino) i còmics folklòrics (Walter Ciocca) i la presència de quatre grans artistes (José Luis Salinas, Arturo Pérez del Castillo, Hugo Pratt i Alberto Breccia).

### Arquitectura
Es pot dir que l'arquitectura argentina va començar a principis de la colonització espanyola, encara que va ser al segle xviii que les ciutats del país van assolir la seva esplendor. Ciutats com Còrdova, Salta, Mendoza i també Buenos Aires van conservar la major part de la seva arquitectura colonial espanyola històrica malgrat el seu creixement urbà.
La senzillesa del barroc rioplatenc es pot apreciar clarament a Buenos Aires, en les obres d'arquitectes italians com André Blanqui i Antonio Masella, a les esglésies de San Ignacio, Nuestra Señora del Pilar, la Catedral i el Cabildo.
Les influències italianes i franceses van augmentar després de la guerra per la independència a principis del segle xix, tot i que l'estil acadèmic va persistir fins a les primeres dècades del segle xx. Els intents de renovació van tenir lloc durant la segona meitat del segle xix i principis del XX, quan les tendències europees van penetrar al país, reflectides en nombrosos edificis importants de Buenos Aires, com l'església de Santa Felicitam, d'Ernesto Bunge; l'Oficina Central de Correus i Palau de Justícia, de Norbert Maillart ; i el Congrés Nacional i l'Òpera Colón, de Vittorio Meano .

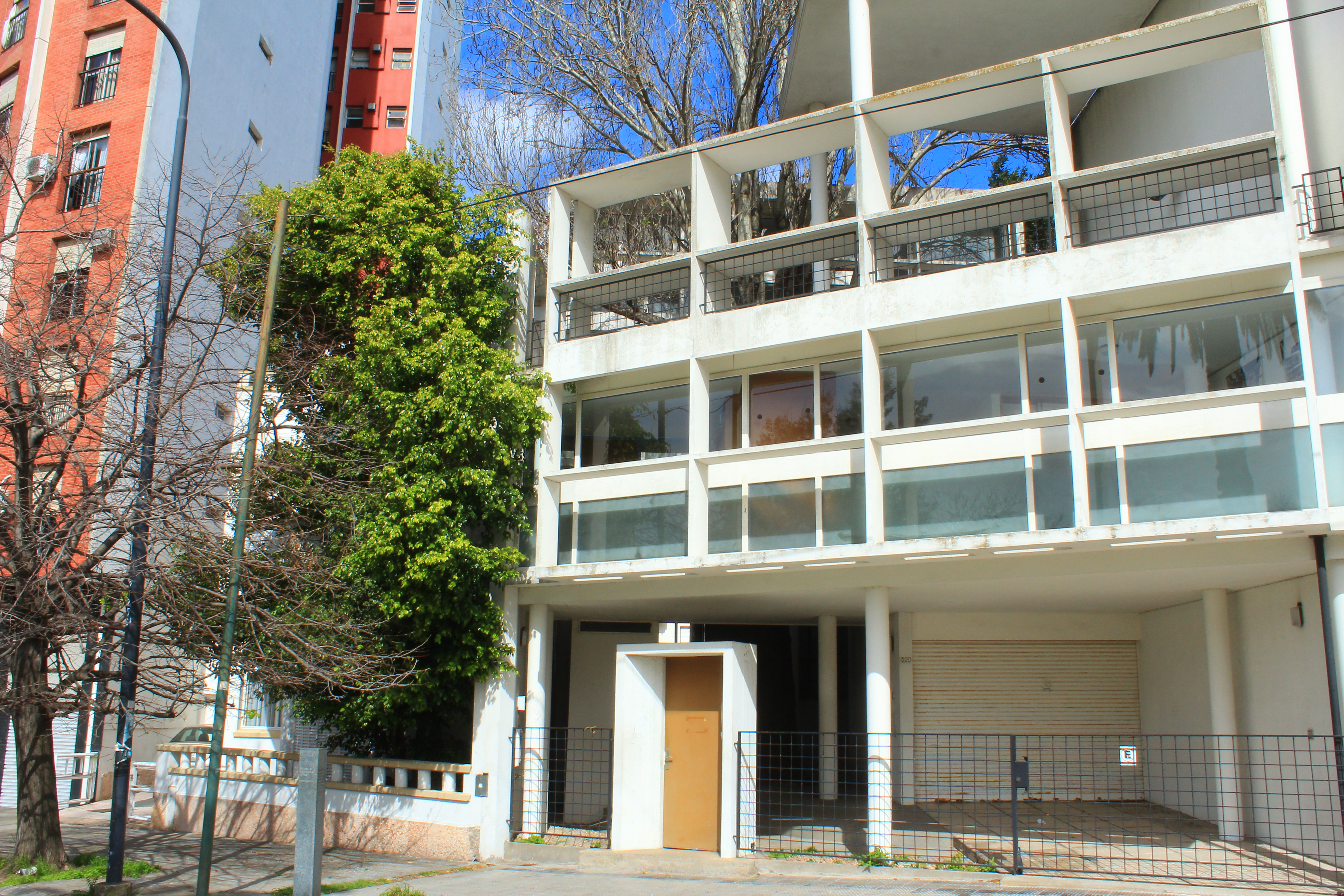
Casa Curutchet, Patrimoni de la Humanitat a La Plata

L'arquitectura de la segona meitat del segle xx va continuar adaptant-se a l'arquitectura neoclàssica francesa, com la seu del Banc Nacional d'Argentina i l' NH Gran Hotel Provincial, construït per Alejandro Bustillo, i el Museo de Arte Hispano Fernández Blanco, de Martín. Noel.
Nombrosos arquitectes argentins han enriquit els paisatges urbans del seu propi país i, en les últimes dècades, els d'arreu del món. Juan Antonio Buschiazzo va ajudar a popularitzar l'arquitectura Beaux-Arts, i Francisco Gianotti va combinar el modernisme amb els estils italians, cadascun d'ells aportant un toc a les ciutats argentines a principis del segle xx. Francisco Salamone i Viktor Sulĉiĉ van deixar un llegat art déco, i Alejandro Bustillo va crear un prolífic cos d'arquitectura racionalista. Clorindo Testa va introduir l'arquitectura brutalista a nivell local, les creacions futuristes de César Pelli i Patricio Pouchulu han agraciat ciutats d'arreu del món. Els retorns de Pelli als anys vuitanta a la glòria art déco dels anys vint, en particular, el van convertir en un dels arquitectes més prestigiosos del món.

## Cultura popular

### Cinema

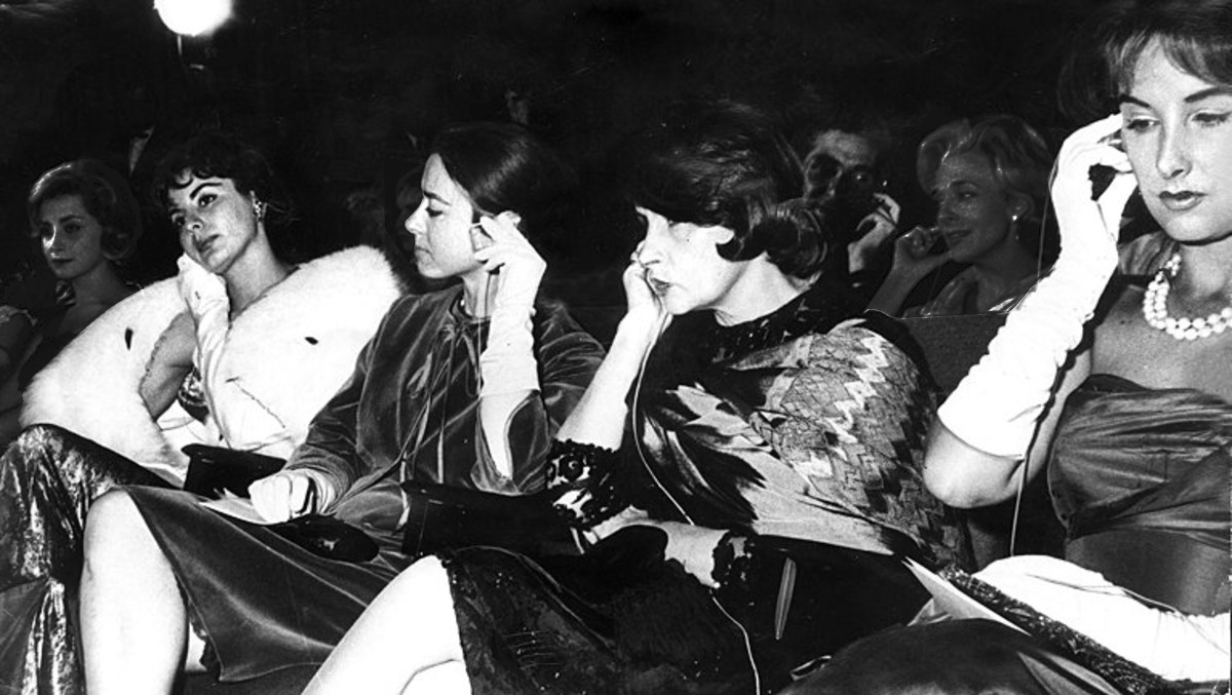
Icòniques actrius argentines en el Festival Internacional de Cinema de Berlín de 1961: Isabel Sarli, Olga Zubarry, Tita Merello i Mirtha Legrand

La indústria cinematogràfica argentina va crear al voltant de 170 llargmetratges el 2012. El primer llargmetratge animat del món va ser fet i llançat a l'Argentina, pel caricaturista Quirino Cristiani, el 1917-1918. El cinema argentí va gaudir d'una 'edat d'or' amb desenes de produccions, moltes ara considerades clàssics del cinema en llengua espanyola. La indústria va produir actors que es van convertir en primeres estrelles del cinema argentí, sovint artistes del tango com Libertad Lamarque, Floren Delbene, Tito Lusiardo, Tita Merello, Roberto Escalada i Hugo del Carril.
Més recentment pel·lícules de la "Nueva Ola" del cinema des dels anys vuitanta han aconseguit reconeixement mundial, com La historia oficial (Millor pel·lícula estrangera Oscar el 1986), Hombre mirando al sudeste, Un lugar en el mundo, Nueve reinas, El hijo de la novia, Diarios de motocicleta, Iluminados por el fuego, El secreto de sus ojos, guanyador del premi de l'Acadèmia de Cinema Salvatge. Encara que rares vegades rivalitzen amb les produccions de Hollywood en popularitat, les pel·lícules locals surten setmanalment i se segueixen àmpliament a l'Argentina i internacionalment. Diverses pel·lícules locals, moltes de les quals són produccions de baix pressupost, han guanyat premis en festivals de cinema (com Canes), i són promogudes per esdeveniments com el Festival de Cinema de Mar del Plata i el Buenos Aires Festival Internacional de Cinema Independent.
El nombre per càpita de pantalles és un dels més alts d'Amèrica Llatina, i l'assistència al cinema per càpita és el més alt de la regió. Una nova generació de directors argentins ha cridat l'atenció dels crítics a tot el món. El cinema és una faceta important de la cultura local, així com un passatemps popular, i els nivells d'assistència al cinema són comparables als dels països europeus. Els compositors argentins Luis Bacalov, Gustavo Santaolalla, i Eugenio Zanetti han estat honrats amb el Premi Acadèmic per al Millor guió Original. Lalo Schifrin ha rebut nombrosos Grammys, i és més conegut pel tema Missión: impossible.

### Música
El tango, la música i les lletres (sovint cantades en una forma d'argot anomenada lunfardo), és el símbol musical de l'Argentina. El ball Milonga va ser un predecessor, que va evolucionar lentament cap al tango modern. En la dècada de 1950, el tango havia canviat d'una música enfocada a lírica i poesia, amb cantants com Carlos Gardel, Hugo del Carril, Roberto Goyeneche, Raúl Lavié, Tita Merello i Edmundo Rivero. L'edat d'or del tango (1930 a mitjans de la dècada del 1950) va reflectir la del jazz i el swing als Estats Units, amb grans grups orquestrals també, com les bandes d'Osvaldo Pugliese, Aníbal Troilo, Francisco Canaro, Julio de Caro i Juan D'Arienzo. Incorporant música acústica i posteriorment, sintetitzadors en el gènere després de 1955, el virtuós Bandoneó Ástor Piazzolla va popularitzar el "nou tango" creant una tendència més subtil, intel·lectual i d'escolta. Avui, el tango gaudeix de popularitat mundial; el neotango en constant evolució és un fenomen global amb grups de renom com Tanghetto, Bajofondo i el Projecte Gotan.

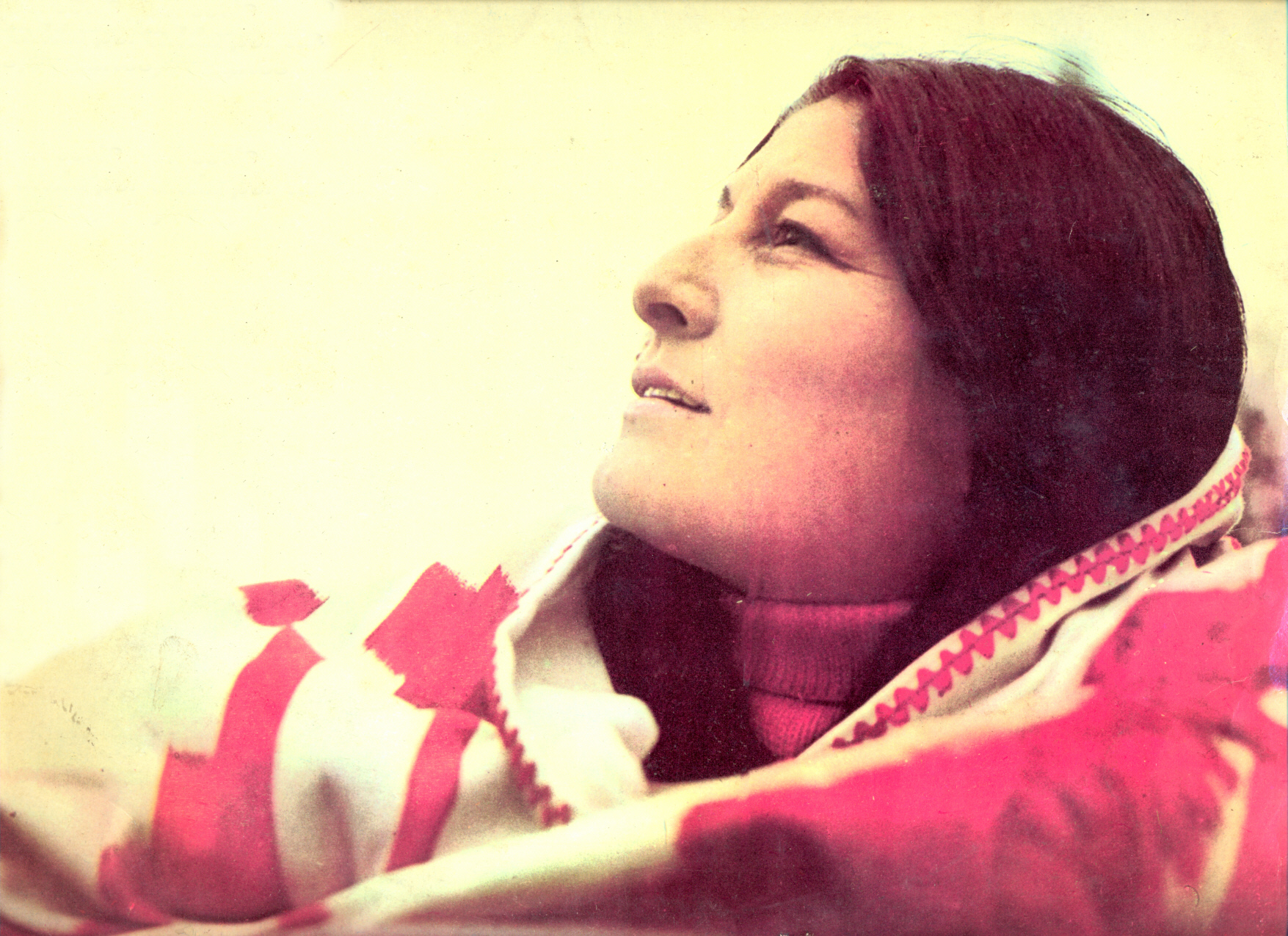
Coneguda com la "veu dels sense veu", Mercedes Sosa va ser un dels exponents preeminents de la nova cançó.

El rock argentí, anomenat rock nacional, és la música més popular entre els joves. Podria dir-se que la majoria de les formes de rock en llengua espanyola, la seva influència i èxit internacional es deuen a un desenvolupament ric i ininterromput. Bandes com Soda Stereo o Sumo, i compositors com Charly García, Luis Alberto Spinetta, Fito Páez i Andrés Calamaro són referents de la cultura nacional. A mitjans de 1960, Buenos Aires i Rosario eren bressol de la música, i cap al 1970, el rock argentí estava ben establert entre els joves de classe mitjana (veure: Almendra, Sui Generis, Pappo, Crucis, Pescado Rabioso). Serú Girán va trencar la bretxa en els anys vuitanta, quan les bandes argentines es van fer populars a Amèrica Llatina i en altres llocs (Enanitos Verdes, Los Fabulosos Cadillacs i Virus). Hi ha molts subgèneres: subterranis, orientats a les crispetes, i alguns associats amb la classe obrera (La Renga, Divididos, Hermética, V8 i Los Redonditos). Les bandes populars actuals inclouen Babasónicos, Los Auténticos Decadentes, Rata Blanca, Horcas, Attaque 77, Bersuit, Los Piojos, Catupecu Machu, Carajo i Callejeros.
La música clàssica europea està ben representada a l'Argentina. Buenos Aires és la seu del famós Teatro Colón. Músics clàssics com Martha Argerich, Eduardo Alonso Crespo, Daniel Barenboim, Eduardo Delgado i Alberto Lysy, i compositors clàssics com Juan José Castro i Alberto Ginastera, i compositors contemporanis com Osvaldo Golijov, Gerardo Gandini i Oscar Edelstein són reconeguts internacionalment. Totes les grans ciutats de l'Argentina compten amb impressionants teatres o teatres d'òpera, i orquestres provincials o municipals. Algunes ciutats tenen esdeveniments anuals i festivals de música clàssica com a Setmana Musical Llao a San Carlos de Bariloche, i l'Amadeus multitudinoso a Buenos Aires.

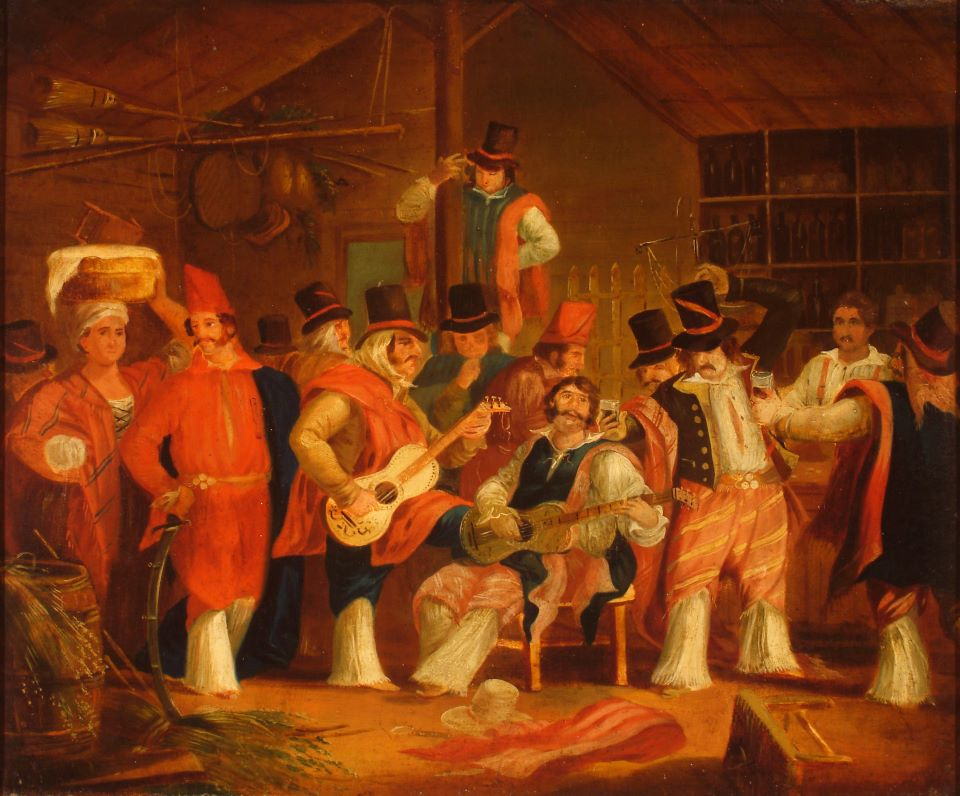
Payada en un bar. Pintura de Carlos Morel.

La música popular argentina és singularment vasta. Més enllà de dotzenes de balls regionals, va sorgir un estil popular nacional en la dècada de 1950. L'Argentina de Perón donaria lloc a la Nueva Canción, ja que els artistes van començar a expressar en la seva música temes polítics. Atahualpa Yupanqui, músic popular, i Mercedes Sosa definirien figures en la configuració de Nueva Canción, guanyant popularitat mundial en el procés. L'estil va trobar una enorme recepció a Xile, on va enlairar en la dècada de 1970, i va continuar influint en la totalitat de la música llatinoamericana. Avui, Chango Spasiuk i Soledad Pastorutti han portat a les generacions més joves. La roca de León Gieco va trencar la bretxa entre el folklore argentí i la roca argentina, introduint tots dos estils a milions de persones a l'estranger en recorreguts successius.

### Teatre
Buenos Aires és una de les grans capitals de teatre del món. El Teatro Colón és una fita nacional per a l'òpera i les actuacions clàssiques; construït a la fi del segle xix, la seva acústica es considera la millor del món, i s'està reformant per a preservar les seves característiques sonores excel·lents, l'estil francès romàntic, la impressionant Sala d'Or (un petit auditori dirigit a les actuacions musicals de la Cambra) i el museu de l'entrada. Amb els seus teatres l'avinguda Corrientes és sinònim d'art. Es diu que és el carrer que mai dorm, i de vegades coneguda com el Broadway de Buenos Aires. Moltes grans carreres en l'actuació, la música i el cinema han començat en els seus molts teatres. El Teatre General San Martín és un dels més prestigiosos, al llarg de l'avinguda Corrientes, i el Teatre Nacional Cervantes funciona com a teatre d'escenari nacional de l'Argentina. També destaquen el Teatre Argentí de la Plata, Teatro El Círculo a Rosario, Independencia a Mendoza i Libertador a Córdoba. Griselda Gambaro, Copi, Roberto Cossa, Marco Denevi, Carlos Gorostiza i Alberto Vaccarezza són alguns dels artistes argentins més prominents. Julio Bocca, Jorge Donn, José Neglia i Norma Fontenla són alguns dels grans ballarins de ballet de l'era moderna.

## Cuina

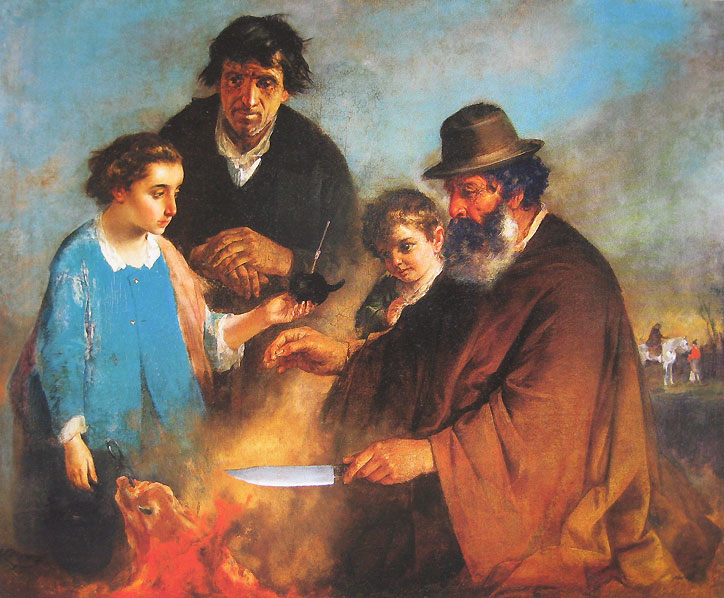
El rostit (1888), d'Ignacio Manzoni. Rostit és considerat un plat nacional, i és típic de les famílies argentines per a reunir-se els diumenges al voltant d'un.

A més de molts dels plats de pastes, salsitxes i postres comuns a l'Europa continental, els argentins gaudeixen d'una àmplia varietat de creacions indígenes i criolles, que inclouen empanades (una pasta fullada farcida), locro (una mescla de blat de moro, fesols, carn, cansalada, ceba i carabassa), humitas, i  mate, aquesta última considerada la beguda nacional de l'Argentina. Altres articles populars inclouen xoriço (una salsitxa de porc), regulador (pastisseria d'estil vienès), almívar de llet, una espècie de melmelada de caramel de llet i l'alfajor.
El rostit argentí, inclou tipus suculents de carn, entre ells xoriço, pa dolç, chinchulines i morcilla (botifarró). També són populars els sandvitxos prims, coneguts com a sandvitxos de molla. Els argentins tenen el consum més gran de carn vermella del món.
La indústria vitivinícola argentina, que és una de les més grans després d'Europa, s'ha beneficiat d'una creixent inversió des de 1992; el 2007, el 60% de la inversió estrangera mundial en viticultura estava destinada a l'Argentina. El país és el cinquè productor de vi del món, amb un consum anual per càpita de vi entre els més alts. El raïm Malbec ha trobat a la província de Mendoza un entorn ideal per a desenvolupar-se i convertir-se en el millor malbec del món. Mendoza representa el 70% de la producció total de vi del país. El "turisme vitivinícola" és important a la província de Mendoza, amb l'impressionant paisatge de la Serralada dels Andes, i el pic més alt d'Amèrica, l'Aconcagua (6,952 m d'altura).

## Esports
L'esport nacional oficial de l'Argentina és el pato, encara que no és molt popular. Es juga amb una bola de sis manetes a cavall.